# 英賀保村
英賀保村（あがほむら）は、かつて兵庫県飾磨郡に存在した村である。現在の姫路市飾磨区の西部、山陽本線・英賀保駅の周辺にあたる。

## 地理
- 河川：夢前川、水尾川

## 歴史
- 1889年（明治22年）4月1日 - 町村制の施行により、飾西郡英加村・山崎村・付城村・高町村の区域をもって発足。
- 1896年（明治29年）4月1日 - 所属郡が飾磨郡に変更。
- 1936年（昭和11年）4月1日 - 飾磨町に編入。同日英賀保村廃止。

## 交通

### 鉄道路線
- 鉄道省
  - 山陽本線
    - 英賀保駅